# Pseudomaevia aorai
Pseudomaevia aorai är en spindelart som först beskrevs av Lucien Berland 1941.  Pseudomaevia aorai ingår i släktet Pseudomaevia och familjen hoppspindlar. Inga underarter finns listade i Catalogue of Life.